# Collegio elettorale di Rho (Senato della Repubblica)
Il collegio di Rho fu un collegio elettorale uninominale della Repubblica Italiana appartenente alla Circoscrizione Lombardia; fu utilizzato per eleggere un senatore della Repubblica dalla I alla XIV legislatura, sebbene con forme diverse e sistemi elettorali diversi.

## Storia
Il collegio venne creato nel 1948 secondo la legge n. 29 del 6 febbraio 1948 la quale, pur basandosi sull'impianto proporzionale in vigore per la Camera, rispetto a quest'ultima conteneva alcuni piccoli correttivi in senso maggioritario. Tale legge ebbe il suo definitivo perfezionamento col Testo Unico n. 361 del 1957. Differentemente dalla Camera, la legge elettorale del Senato si articolava su base regionale, seguendo il dettato costituzionale (art.57). Ogni Regione era suddivisa in tanti collegi uninominali quanti erano i seggi ad essa assegnati. All'interno di ciascun collegio, veniva eletto il candidato che avesse raggiunto il quorum del 65% delle preferenze: tale soglia, oggettivamente di difficilissimo conseguimento, tradiva l'impianto proporzionale su cui era concepito anche il sistema elettorale della Camera Alta. Qualora, come normalmente avveniva, nessun candidato avesse conseguito l'elezione, i voti di tutti i candidati venivano raggruppati in liste di partito a livello regionale, dove i seggi venivano allocati utilizzando il metodo D'Hondt delle maggiori medie statistiche e quindi, all'interno di ciascuna lista, venivano dichiarati eletti i candidati con le migliori percentuali di preferenza.
Nel 1993, con la cosiddetta Legge Mattarella (Legge n. 276, Norme per l'elezione del Senato della Repubblica), attuata in seguito al referendum abrogativo del 1993, venne istituito per la Camera dei deputati e per il Senato della Repubblica un sistema di elezione misto, in parte maggioritario e in parte proporzionale. Il 75% dei parlamentari dell'assemblea veniva eletto in collegi uninominali tramite sistema maggioritario a turno unico; il restante 25% al Senato veniva eletto tramite recupero proporzionale dei più votati non eletti attraverso un meccanismo di calcolo denominato "scorporo", cioè sottraendo dal conteggio dei voti totali di una lista nella parte proporzionale i voti ottenuti dai candidati collegati alla medesima lista che erano eletti nei collegi uninominali con il sistema maggioritario.
Il collegio venne abolito insieme a tutti gli altri che costituivano il Senato con la promulgazione della legge elettorale successiva, la cosiddetta Legge Calderoli. Questa prevedeva un sistema proporzionale con premio di maggioranza, che al Senato veniva attribuito a livello regionale.

## 1948-1993

### Territorio
Il collegio di Rho era uno dei 31 collegi uninominali in cui era suddivisa la Lombardia; comprendeva i seguenti comuni: Arese, Barlassina, Bollate, Bovisio Masciago, Bresso, Ceriano Laghetto, Cerro Maggiore, Cesano Maderno, Cesate, Cinisello Balsamo, Cogliate, Cormano, Cornaredo, Cusano Milanino, Lainate, Lazzate, Limbiate, Misinto, Nerviano, Nova Milanese, Novate Milanese, Paderno Dugnano, Pero, Pogliano Milanese, Pregnana Milanese, Rescaldina, Rho, San Vittore Olona, Senago, Seveso, Solaro, Vanzago e Varedo.

### Dati elettorali

#### I legislatura
|                                                                                | Carlo Perini ✔️ Eletto | Democrazia Cristiana                             | 62 136  | 53,58 |  |  |  |  |  |
|                                                                                | Amilcare Locatelli     | Fronte Democratico Popolare                      | 42 027  | 36,24 |  |  |  |  |  |
|                                                                                | Ivan Matteo Lombardo   | Unità Socialista - Partito Repubblicano Italiano | 8 684   | 7,49  |  |  |  |  |  |
|                                                                                | Luigi Maderna          | Blocco Nazionale                                 | 3 128   | 2,70  |  |  |  |  |  |
| Totale                                                                         | Totale                 | Totale                                           | 115 975 | 100   |  |  |  |  |  |
|                                                                                |                        |                                                  |         |       |  |  |  |  |  |
| Voti non validi                                                                | Voti non validi        | Voti non validi                                  | 5 655   | 4,65  |  |  |  |  |  |
| Votanti                                                                        | Votanti                | Votanti                                          | 121 630 | 96,71 |  |  |  |  |  |
| Elettori                                                                       | Elettori               | Elettori                                         | 125 763 |       |  |  |  |  |  |
|                                                                                |                        |                                                  |         |       |  |  |  |  |  |
| Nota: quorum del 65% non raggiunto; ripartizione dei seggi a livello regionale |                        |                                                  |         |       |  |  |  |  |  |
| Data: 18 aprile 1948                                                           |                        |                                                  |         |       |  |  |  |  |  |
| Fonte: Ministero dell'interno                                                  |                        |                                                  |         |       |  |  |  |  |  |

#### II legislatura
|                                                                                | Carlo Giuseppe Corti ✔️ Eletto | Democrazia Cristiana                    | 67 193  | 49,68 |  |  |  |  |  |
|                                                                                | Amilcare Locatelli ✔️ Eletto   | Partito Socialista Italiano             | 26 686  | 19,73 |  |  |  |  |  |
|                                                                                | Carlo Eugenio Venegoni         | Partito Comunista Italiano              | 24 767  | 18,31 |  |  |  |  |  |
|                                                                                | Ezio Vigorelli                 | Partito Socialista Democratico Italiano | 6 774   | 5,01  |  |  |  |  |  |
|                                                                                | Gastone Nencioni               | Movimento Sociale Italiano              | 2 765   | 2,04  |  |  |  |  |  |
|                                                                                | Antonio Vigliani               | Partito Nazionale Monarchico            | 2 684   | 1,98  |  |  |  |  |  |
|                                                                                | Remo Recchioni                 | Partito Repubblicano Italiano           | 1 500   | 1,11  |  |  |  |  |  |
|                                                                                | Giuseppe Donninelli            | Partito Liberale Italiano               | 1 489   | 1,10  |  |  |  |  |  |
|                                                                                | Giovanni Lodetti               | Unità Popolare                          | 1 051   | 0,78  |  |  |  |  |  |
|                                                                                | Aldo Valabrega                 | Alleanza Democratica Nazionale          | 334     | 0,25  |  |  |  |  |  |
| Totale                                                                         | Totale                         | Totale                                  | 135 243 | 100   |  |  |  |  |  |
|                                                                                |                                |                                         |         |       |  |  |  |  |  |
| Voti non validi                                                                | Voti non validi                | Voti non validi                         | 5 591   | 3,97  |  |  |  |  |  |
| Votanti                                                                        | Votanti                        | Votanti                                 | 140 834 | 97,37 |  |  |  |  |  |
| Elettori                                                                       | Elettori                       | Elettori                                | 144 641 |       |  |  |  |  |  |
|                                                                                |                                |                                         |         |       |  |  |  |  |  |
| Nota: quorum del 65% non raggiunto; ripartizione dei seggi a livello regionale |                                |                                         |         |       |  |  |  |  |  |
| Data: 7 giugno 1953                                                            |                                |                                         |         |       |  |  |  |  |  |
| Fonte: Ministero dell'interno                                                  |                                |                                         |         |       |  |  |  |  |  |

#### III legislatura
|                                                                                | Guido Corbellini ✔️ Eletto | Democrazia Cristiana                    | 79 362  | 46,16 |  |  |  |  |  |
|                                                                                | Vittorio Korach            | Partito Comunista Italiano              | 36 622  | 21,30 |  |  |  |  |  |
|                                                                                | Arialdo Banfi ✔️ Eletto    | Partito Socialista Italiano             | 35 923  | 20,89 |  |  |  |  |  |
|                                                                                | Angelo Pietro Albini       | Partito Socialista Democratico Italiano | 9 535   | 5,55  |  |  |  |  |  |
|                                                                                | Angiolo Tarchi             | Movimento Sociale Italiano              | 3 954   | 2,30  |  |  |  |  |  |
|                                                                                | Pio Fantini                | Partito Liberale Italiano               | 3 155   | 1,84  |  |  |  |  |  |
|                                                                                | Pietro Parini              | Partito Monarchico Popolare             | 1 618   | 0,94  |  |  |  |  |  |
|                                                                                | Pietro Usuelli             | PRI - PR                                | 1 119   | 0,65  |  |  |  |  |  |
|                                                                                | Massimo Della Pergola      | Movimento Comunità                      | 636     | 0,37  |  |  |  |  |  |
| Totale                                                                         | Totale                     | Totale                                  | 171 924 | 100   |  |  |  |  |  |
|                                                                                |                            |                                         |         |       |  |  |  |  |  |
| Voti non validi                                                                | Voti non validi            | Voti non validi                         | 6 871   | 3,84  |  |  |  |  |  |
| Votanti                                                                        | Votanti                    | Votanti                                 | 178 795 | 97,63 |  |  |  |  |  |
| Elettori                                                                       | Elettori                   | Elettori                                | 183 143 |       |  |  |  |  |  |
|                                                                                |                            |                                         |         |       |  |  |  |  |  |
| Nota: quorum del 65% non raggiunto; ripartizione dei seggi a livello regionale |                            |                                         |         |       |  |  |  |  |  |
| Data: 25 maggio 1958                                                           |                            |                                         |         |       |  |  |  |  |  |
| Fonte: Ministero dell'interno                                                  |                            |                                         |         |       |  |  |  |  |  |

#### IV legislatura
|                                                                                | Tommaso Ajroldi ✔️ Eletto  | Democrazia Cristiana                             | 89 694  | 39,60 |  |  |  |  |  |
|                                                                                | Gianfranco Maris ✔️ Eletto | Partito Comunista Italiano                       | 59 379  | 26,22 |  |  |  |  |  |
|                                                                                | Arialdo Banfi ✔️ Eletto    | Partito Socialista Italiano                      | 46 254  | 20,42 |  |  |  |  |  |
|                                                                                | G. Rantzer                 | Partito Socialista Democratico Italiano          | 12 428  | 5,49  |  |  |  |  |  |
|                                                                                | A. Gelfi                   | Partito Liberale Italiano                        | 9 584   | 4,23  |  |  |  |  |  |
|                                                                                | G. Ratti                   | Movimento Sociale Italiano                       | 6 278   | 2,77  |  |  |  |  |  |
|                                                                                | R. Fumagalli               | Partito Democratico Italiano di Unità Monarchica | 1 780   | 0,79  |  |  |  |  |  |
|                                                                                | M. Tamburini               | Partito Repubblicano Italiano                    | 1 095   | 0,48  |  |  |  |  |  |
| Totale                                                                         | Totale                     | Totale                                           | 226 492 | 100   |  |  |  |  |  |
|                                                                                |                            |                                                  |         |       |  |  |  |  |  |
| Voti non validi                                                                | Voti non validi            | Voti non validi                                  | 8 720   | 3,71  |  |  |  |  |  |
| Votanti                                                                        | Votanti                    | Votanti                                          | 235 212 | 97,88 |  |  |  |  |  |
| Elettori                                                                       | Elettori                   | Elettori                                         | 240 302 |       |  |  |  |  |  |
|                                                                                |                            |                                                  |         |       |  |  |  |  |  |
| Nota: quorum del 65% non raggiunto; ripartizione dei seggi a livello regionale |                            |                                                  |         |       |  |  |  |  |  |
| Data: 28 aprile 1963                                                           |                            |                                                  |         |       |  |  |  |  |  |
| Fonte: Ministero dell'interno                                                  |                            |                                                  |         |       |  |  |  |  |  |

#### V legislatura
|                                                                                | Mario Dosi ✔️ Eletto        | Democrazia Cristiana                             | 116 422 | 39,72 |  |  |  |  |  |
|                                                                                | Gian Mario Albani ✔️ Eletto | PCI - PSIUP                                      | 97 539  | 33,28 |  |  |  |  |  |
|                                                                                | S. Di Mattei                | PSI-PSDI Unificati                               | 52 813  | 18,02 |  |  |  |  |  |
|                                                                                | G. Cesura                   | Partito Liberale Italiano                        | 13 307  | 4,54  |  |  |  |  |  |
|                                                                                | Gianfranco Ratti            | Movimento Sociale Italiano                       | 8 098   | 2,76  |  |  |  |  |  |
|                                                                                | F. Favale                   | Partito Repubblicano Italiano                    | 2 536   | 0,87  |  |  |  |  |  |
|                                                                                | ?                           | Partito Democratico Italiano di Unità Monarchica | 2 394   | 0,82  |  |  |  |  |  |
| Totale                                                                         | Totale                      | Totale                                           | 293 109 | 100   |  |  |  |  |  |
|                                                                                |                             |                                                  |         |       |  |  |  |  |  |
| Voti non validi                                                                | Voti non validi             | Voti non validi                                  | 2 534   | 0,86  |  |  |  |  |  |
| Votanti                                                                        | Votanti                     | Votanti                                          | 295 643 | 97,57 |  |  |  |  |  |
| Elettori                                                                       | Elettori                    | Elettori                                         | 303 005 |       |  |  |  |  |  |
|                                                                                |                             |                                                  |         |       |  |  |  |  |  |
| Nota: quorum del 65% non raggiunto; ripartizione dei seggi a livello regionale |                             |                                                  |         |       |  |  |  |  |  |
| Data: 19 maggio 1968                                                           |                             |                                                  |         |       |  |  |  |  |  |
| Fonte: Ministero dell'interno                                                  |                             |                                                  |         |       |  |  |  |  |  |

#### VI legislatura
|                                                                                | Ettore Calvi ✔️ Eletto             | Democrazia Cristiana                            | 119 443 | 37,71 |  |  |  |  |  |
|                                                                                | Modesto Gaetano Merzario ✔️ Eletto | PCI - PSIUP                                     | 99 867  | 31,53 |  |  |  |  |  |
|                                                                                | F. Gualtierotti                    | Partito Socialista Italiano                     | 43 530  | 13,74 |  |  |  |  |  |
|                                                                                | L. Brambilla                       | Partito Socialista Democratico Italiano         | 17 037  | 5,38  |  |  |  |  |  |
|                                                                                | Gianfranco Ratti                   | Movimento Sociale Italiano                      | 12 849  | 4,06  |  |  |  |  |  |
|                                                                                | G. Sala                            | Partito Liberale Italiano                       | 10 688  | 3,37  |  |  |  |  |  |
|                                                                                | L. Brambilla                       | Partito Repubblicano Italiano                   | 8 609   | 2,72  |  |  |  |  |  |
|                                                                                | C. Galiazzo in Marcora             | Partito Comunista (Marxista-Leninista) Italiano | 4 699   | 1,48  |  |  |  |  |  |
| Totale                                                                         | Totale                             | Totale                                          | 316 722 | 100   |  |  |  |  |  |
|                                                                                |                                    |                                                 |         |       |  |  |  |  |  |
| Voti non validi                                                                | Voti non validi                    | Voti non validi                                 | 12 873  | 3,91  |  |  |  |  |  |
| Votanti                                                                        | Votanti                            | Votanti                                         | 329 595 | 97,50 |  |  |  |  |  |
| Elettori                                                                       | Elettori                           | Elettori                                        | 338 053 |       |  |  |  |  |  |
|                                                                                |                                    |                                                 |         |       |  |  |  |  |  |
| Nota: quorum del 65% non raggiunto; ripartizione dei seggi a livello regionale |                                    |                                                 |         |       |  |  |  |  |  |
| Data: 7 maggio 1972                                                            |                                    |                                                 |         |       |  |  |  |  |  |
| Fonte: Ministero dell'interno                                                  |                                    |                                                 |         |       |  |  |  |  |  |

#### VII legislatura
|                                                                                | Giorgio Milani ✔️ Eletto      | Partito Comunista Italiano              | 137 216 | 39,59 |  |  |  |  |  |
|                                                                                | Piero Terragni                | Democrazia Cristiana                    | 121 657 | 35,10 |  |  |  |  |  |
|                                                                                | Bruno Luzzato Carpi ✔️ Eletto | Partito Socialista Italiano             | 45 425  | 13,11 |  |  |  |  |  |
|                                                                                | Amedeo Caggiano               | Partito Socialista Democratico Italiano | 11 581  | 3,34  |  |  |  |  |  |
|                                                                                | Gianfranco Ratti              | Movimento Sociale Italiano              | 9 508   | 2,74  |  |  |  |  |  |
|                                                                                | Augusto Missaglia             | Partito Repubblicano Italiano           | 9 417   | 2,72  |  |  |  |  |  |
|                                                                                | Enrico Petrella               | Democrazia Proletaria                   | 5 410   | 1,56  |  |  |  |  |  |
|                                                                                | Raoul Rodegher                | Partito Liberale Italiano               | 3 859   | 1,11  |  |  |  |  |  |
|                                                                                | Janine Reonoux in Monti       | Partito Radicale                        | 2 516   | 0,73  |  |  |  |  |  |
| Totale                                                                         | Totale                        | Totale                                  | 346 589 | 100   |  |  |  |  |  |
|                                                                                |                               |                                         |         |       |  |  |  |  |  |
| Voti non validi                                                                | Voti non validi               | Voti non validi                         | 9 178   | 2,58  |  |  |  |  |  |
| Votanti                                                                        | Votanti                       | Votanti                                 | 355 767 | 96,78 |  |  |  |  |  |
| Elettori                                                                       | Elettori                      | Elettori                                | 367 610 |       |  |  |  |  |  |
|                                                                                |                               |                                         |         |       |  |  |  |  |  |
| Nota: quorum del 65% non raggiunto; ripartizione dei seggi a livello regionale |                               |                                         |         |       |  |  |  |  |  |
| Data: 20 giugno 1976                                                           |                               |                                         |         |       |  |  |  |  |  |
| Fonte: Ministero dell'interno                                                  |                               |                                         |         |       |  |  |  |  |  |

#### VIII legislatura
|                                                                                | Giorgio Milani ✔️ Eletto      | Partito Comunista Italiano                   | 133 826 | 37,74 |  |  |  |  |  |
|                                                                                | Vincenzo La Russa             | Democrazia Cristiana                         | 122 517 | 34,55 |  |  |  |  |  |
|                                                                                | Bruno Luzzato Carpi           | Partito Socialista Italiano                  | 46 183  | 13,02 |  |  |  |  |  |
|                                                                                | F. Pesticcio                  | Partito Socialista Democratico Italiano      | 14 307  | 4,03  |  |  |  |  |  |
|                                                                                | A. Bises                      | Partito Radicale                             | 9 587   | 2,70  |  |  |  |  |  |
|                                                                                | E. Sciolette Caccia Dominioni | Movimento Sociale Italiano                   | 9 416   | 2,66  |  |  |  |  |  |
|                                                                                | E. Di Giovanni                | Partito Repubblicano Italiano                | 8 300   | 2,34  |  |  |  |  |  |
|                                                                                | U. Morini                     | Partito Liberale Italiano                    | 5 811   | 1,64  |  |  |  |  |  |
|                                                                                | G. Pollice                    | Nuova Sinistra Unita                         | 3 409   | 0,96  |  |  |  |  |  |
|                                                                                | G. Magheri                    | Costituente di Destra - Democrazia Nazionale | 1 278   | 0,36  |  |  |  |  |  |
| Totale                                                                         | Totale                        | Totale                                       | 354 634 | 100   |  |  |  |  |  |
|                                                                                |                               |                                              |         |       |  |  |  |  |  |
| Voti non validi                                                                | Voti non validi               | Voti non validi                              | 15 708  | 4,24  |  |  |  |  |  |
| Votanti                                                                        | Votanti                       | Votanti                                      | 370 342 | 96,39 |  |  |  |  |  |
| Elettori                                                                       | Elettori                      | Elettori                                     | 384 217 |       |  |  |  |  |  |
|                                                                                |                               |                                              |         |       |  |  |  |  |  |
| Nota: quorum del 65% non raggiunto; ripartizione dei seggi a livello regionale |                               |                                              |         |       |  |  |  |  |  |
| Data: 3 giugno 1979                                                            |                               |                                              |         |       |  |  |  |  |  |
| Fonte: Ministero dell'interno                                                  |                               |                                              |         |       |  |  |  |  |  |

#### IX legislatura
|                                                                                | Rodolfo Pietro Bollini ✔️ Eletto | Partito Comunista Italiano              | 128 888 | 36,22 |  |  |  |  |  |
|                                                                                | Giuseppe Restelli                | Democrazia Cristiana                    | 102 498 | 28,81 |  |  |  |  |  |
|                                                                                | Luigi Panico                     | Partito Socialista Italiano             | 46 878  | 13,17 |  |  |  |  |  |
|                                                                                | Gian Carlo Grandi                | Partito Repubblicano Italiano           | 20 427  | 5,74  |  |  |  |  |  |
|                                                                                | Ivano Desiderati                 | Partito Socialista Democratico Italiano | 13 857  | 3,89  |  |  |  |  |  |
|                                                                                | Gianfranco Ratti                 | Movimento Sociale Italiano              | 13 815  | 3,88  |  |  |  |  |  |
|                                                                                | Giampiero Mosconi                | Partito Liberale Italiano               | 8 347   | 2,35  |  |  |  |  |  |
|                                                                                | Alfio Leoni                      | Democrazia Proletaria                   | 8 336   | 2,34  |  |  |  |  |  |
|                                                                                | Francesco Giovanni Dambrosio     | Partito Radicale                        | 7 680   | 2,16  |  |  |  |  |  |
|                                                                                | Vito Cantalupo                   | Partito Nazionale Pensionati            | 4 120   | 1,16  |  |  |  |  |  |
|                                                                                | Pierina Ceruti                   | Partito Cristiano Azione Sociale        | 547     | 0,15  |  |  |  |  |  |
|                                                                                | Luigi Vigo                       | Lista per Trieste                       | 429     | 0,12  |  |  |  |  |  |
| Totale                                                                         | Totale                           | Totale                                  | 355 822 | 100   |  |  |  |  |  |
|                                                                                |                                  |                                         |         |       |  |  |  |  |  |
| Voti non validi                                                                | Voti non validi                  | Voti non validi                         | 21 995  | 5,82  |  |  |  |  |  |
| Votanti                                                                        | Votanti                          | Votanti                                 | 377 817 | 93,30 |  |  |  |  |  |
| Elettori                                                                       | Elettori                         | Elettori                                | 404 959 |       |  |  |  |  |  |
|                                                                                |                                  |                                         |         |       |  |  |  |  |  |
| Nota: quorum del 65% non raggiunto; ripartizione dei seggi a livello regionale |                                  |                                         |         |       |  |  |  |  |  |
| Data: 26 giugno 1983                                                           |                                  |                                         |         |       |  |  |  |  |  |
| Fonte: Ministero dell'interno                                                  |                                  |                                         |         |       |  |  |  |  |  |

#### X legislatura
|                                                                                | Rodolfo Pietro Bollini ✔️ Eletto | Partito Comunista Italiano              | 119 243 | 31,24 |  |  |  |  |  |
|                                                                                | V. A. Volpe                      | Democrazia Cristiana                    | 108 639 | 28,46 |  |  |  |  |  |
|                                                                                | Antonio Natali ✔️ Eletto         | Partito Socialista Italiano             | 69 901  | 18,31 |  |  |  |  |  |
|                                                                                | Gianfranco Ratti                 | Movimento Sociale Italiano              | 14 259  | 3,74  |  |  |  |  |  |
|                                                                                | G. Parma                         | Partito Repubblicano Italiano           | 13 797  | 3,61  |  |  |  |  |  |
|                                                                                | A. Faccio                        | Democrazia Proletaria                   | 10 097  | 2,64  |  |  |  |  |  |
|                                                                                | L. Cipriani                      | Partito Radicale                        | 10 092  | 2,64  |  |  |  |  |  |
|                                                                                | A. Magnaghi                      | Lista Verde                             | 9 637   | 2,52  |  |  |  |  |  |
|                                                                                | S. Rizzo                         | Partito Socialista Democratico Italiano | 9 514   | 2,49  |  |  |  |  |  |
|                                                                                | F. E. Speroni                    | Lega Lombarda                           | 7 877   | 2,06  |  |  |  |  |  |
|                                                                                | U. Morini                        | Partito Liberale Italiano               | 4 976   | 1,30  |  |  |  |  |  |
|                                                                                | A. De Marchi                     | Liga Veneta-Pensionati Uniti            | 2 084   | 0,55  |  |  |  |  |  |
|                                                                                | G. Taticchi                      | Movimento Nazionale Italiano Cacciatori | 1 197   | 0,31  |  |  |  |  |  |
|                                                                                | A. C. Mandelli                   | Alleanza Popolare Pensionati            | 437     | 0,11  |  |  |  |  |  |
| Totale                                                                         | Totale                           | Totale                                  | 381 750 | 100   |  |  |  |  |  |
|                                                                                |                                  |                                         |         |       |  |  |  |  |  |
| Voti non validi                                                                | Voti non validi                  | Voti non validi                         | 17 739  | 4,44  |  |  |  |  |  |
| Votanti                                                                        | Votanti                          | Votanti                                 | 399 489 | 93,78 |  |  |  |  |  |
| Elettori                                                                       | Elettori                         | Elettori                                | 425 994 |       |  |  |  |  |  |
|                                                                                |                                  |                                         |         |       |  |  |  |  |  |
| Nota: quorum del 65% non raggiunto; ripartizione dei seggi a livello regionale |                                  |                                         |         |       |  |  |  |  |  |
| Data: 14 giugno 1987                                                           |                                  |                                         |         |       |  |  |  |  |  |
| Fonte: Ministero dell'interno                                                  |                                  |                                         |         |       |  |  |  |  |  |

#### XI legislatura
|                                                                                | Camilla Occhionorelli     | Democrazia Cristiana                    | 87 652  | 21,39 |  |  |  |  |  |
|                                                                                | Enrico Giuseppe Speroni   | Lega Lombarda                           | 71 212  | 17,38 |  |  |  |  |  |
|                                                                                | Carlo Smuraglia ✔️ Eletto | Partito Democratico della Sinistra      | 68 443  | 16,70 |  |  |  |  |  |
|                                                                                | Giorgio Gangi ✔️ Eletto   | Partito Socialista Italiano             | 58 518  | 14,28 |  |  |  |  |  |
|                                                                                | Luigi Vinci ✔️ Eletto     | Partito della Rifondazione Comunista    | 31 692  | 7,73  |  |  |  |  |  |
|                                                                                | Roberto Giuseppe Radice   | Federazione dei Verdi                   | 16 033  | 3,91  |  |  |  |  |  |
|                                                                                | Federico Tavola           | Partito Repubblicano Italiano           | 14 354  | 3,50  |  |  |  |  |  |
|                                                                                | Gianfranco Ratti          | Movimento Sociale Italiano              | 14 078  | 3,44  |  |  |  |  |  |
|                                                                                | Gacinto Pannella          | Lista Pannella                          | 9 183   | 2,24  |  |  |  |  |  |
|                                                                                | Niccolò Macconi           | Lega Alpina Lumbarda                    | 7 730   | 1,89  |  |  |  |  |  |
|                                                                                | Ernesto Cannata           | Partito Liberale Italiano               | 7 060   | 1,72  |  |  |  |  |  |
|                                                                                | Decio Mastria             | Partito Socialista Democratico Italiano | 5 482   | 1,34  |  |  |  |  |  |
|                                                                                | Gennaro Caliendo          | Partito Pensionati                      | 5 042   | 1,23  |  |  |  |  |  |
|                                                                                | Giuseppe Cherubini        | La Lega Casalinghe-Pensionati           | 3 826   | 0,93  |  |  |  |  |  |
|                                                                                | Romano Lanzini            | Lega Lombardia Europea                  | 2 764   | 0,67  |  |  |  |  |  |
|                                                                                | Paolo Binda Zane          | Sì Referendum                           | 2 607   | 0,64  |  |  |  |  |  |
|                                                                                | Piero Mainini             | Alleanza Lombarda Autonomia             | 2 295   | 0,56  |  |  |  |  |  |
|                                                                                | Ferdinando Contessa       | Caccia Pesca Ambiente                   | 912     | 0,22  |  |  |  |  |  |
|                                                                                | Raffaele Blandino         | Federalismo - Pensionati Uomini Vivi    | 530     | 0,13  |  |  |  |  |  |
|                                                                                | Stefano Ferraro           | Movimento Fascismo e Libertà            | 313     | 0,08  |  |  |  |  |  |
| Totale                                                                         | Totale                    | Totale                                  | 409 726 | 100   |  |  |  |  |  |
|                                                                                |                           |                                         |         |       |  |  |  |  |  |
| Voti non validi                                                                | Voti non validi           | Voti non validi                         | 19 823  | 4,61  |  |  |  |  |  |
| Votanti                                                                        | Votanti                   | Votanti                                 | 429 549 | 92,69 |  |  |  |  |  |
| Elettori                                                                       | Elettori                  | Elettori                                | 463 434 |       |  |  |  |  |  |
|                                                                                |                           |                                         |         |       |  |  |  |  |  |
| Nota: quorum del 65% non raggiunto; ripartizione dei seggi a livello regionale |                           |                                         |         |       |  |  |  |  |  |
| Data: 5 aprile 1992                                                            |                           |                                         |         |       |  |  |  |  |  |
| Fonte: Ministero dell'interno                                                  |                           |                                         |         |       |  |  |  |  |  |

## 1993-2005

### Territorio
Il collegio di Rho era uno dei 35 collegi uninominali in cui era suddivisa la Lombardia e, come previsto dal D.Lgs. del 20 dicembre 1993 n. 535, era compreso interamente nella provincia di Milano e comprendeva i seguenti comuni: Canegrate, Cerro Maggiore, Cornaredo, Legnano, Nerviano, Parabiago, Pero, Pogliano Milanese, Pregnana Milanese, Rescaldina, Rho, San Giorgio su Legnano, San Vittore Olona, Settimo Milanese e Vanzago.

## Eletti
| Elezione | Elezione | Senatore            | Partito                 |
| -------- | -------- | ------------------- | ----------------------- |
|          | 1994     | Gianluigi Carnovali | Polo delle Libertà (LN) |
|          | 1996     | Fiorello Cortiana   | L'Ulivo (FdV)           |
|          | 2001     | Giuseppe Valditara  | Casa delle Libertà (AN) |

## Dati elettorali

### XII legislatura
|                               | Gianluigi Carnovali ✔️ Eletto | Polo delle Libertà           | 73 617  | 44,66 |  |  |  |  |  |
|                               | Mariagrazia Barbieri          | Progressisti                 | 39 343  | 23,87 |  |  |  |  |  |
|                               | Marco Minesi                  | Patto per l'Italia           | 22 296  | 13,53 |  |  |  |  |  |
|                               | Francesco Mario Colombo       | Alleanza Nazionale           | 10 467  | 6,35  |  |  |  |  |  |
|                               | Francesca Saba                | Lista Pannella-Riformatori   | 6 963   | 4,22  |  |  |  |  |  |
|                               | Paolina Camatini              | Lega Alpina Lumbarda         | 5 749   | 3,49  |  |  |  |  |  |
|                               | Virginia Bolis                | Partito Pensionati           | 2 889   | 1,75  |  |  |  |  |  |
|                               | Angela Bossi                  | Lega di Angela Bossi         | 2 476   | 1,50  |  |  |  |  |  |
|                               | Franco Cazzaniga              | Partito della Legge Naturale | 1 037   | 0,63  |  |  |  |  |  |
| Totale                        | Totale                        | Totale                       | 164 837 | 100   |  |  |  |  |  |
|                               |                               |                              |         |       |  |  |  |  |  |
| Voti non validi               | Voti non validi               | Voti non validi              | 7 998   | 4,63  |  |  |  |  |  |
| Votanti                       | Votanti                       | Votanti                      | 172 835 | 92,69 |  |  |  |  |  |
| Elettori                      | Elettori                      | Elettori                     | 186 460 |       |  |  |  |  |  |
|                               |                               |                              |         |       |  |  |  |  |  |
| Data: 27-28 marzo 1994        |                               |                              |         |       |  |  |  |  |  |
| Fonte: Ministero dell'interno |                               |                              |         |       |  |  |  |  |  |

### XIII legislatura
|                               | Fiorello Cortiana ✔️ Eletto | L'Ulivo                                  | 60 509  | 36,50 |  |  |  |  |  |
|                               | Francesco Giuseppe Tofoni   | Polo per le Libertà                      | 56 261  | 33,94 |  |  |  |  |  |
|                               | Gianluigi Carnovali         | Lega Nord                                | 39 139  | 23,61 |  |  |  |  |  |
|                               | Maurizio Gennaro            | Lista Pannella-Sgarbi                    | 3 133   | 1,89  |  |  |  |  |  |
|                               | Renato Galliverti           | Movimento Sociale Fiamma Tricolore       | 2 184   | 1,32  |  |  |  |  |  |
|                               | Elda Pappagallo             | Lega per l'Autonomia - Alleanza Lombarda | 1 864   | 1,12  |  |  |  |  |  |
|                               | Enzo Angelo Collio          | Socialista                               | 1 353   | 0,82  |  |  |  |  |  |
|                               | Bruno Mascheroni            | Federazione Liste Civiche                | 1 322   | 0,80  |  |  |  |  |  |
| Totale                        | Totale                      | Totale                                   | 165 765 | 100   |  |  |  |  |  |
|                               |                             |                                          |         |       |  |  |  |  |  |
| Voti non validi               | Voti non validi             | Voti non validi                          | 7 667   | 4,42  |  |  |  |  |  |
| Votanti                       | Votanti                     | Votanti                                  | 173 432 | 90,10 |  |  |  |  |  |
| Elettori                      | Elettori                    | Elettori                                 | 192 485 |       |  |  |  |  |  |
|                               |                             |                                          |         |       |  |  |  |  |  |
| Data: 21 aprile 1996          |                             |                                          |         |       |  |  |  |  |  |
| Fonte: Ministero dell'interno |                             |                                          |         |       |  |  |  |  |  |

### XIV legislatura
|                               | Giuseppe Valditara ✔️ Eletto | Casa delle Libertà                       | 75 304  | 44,19 |  |  |  |  |  |
|                               | Roberto Biscardini           | L'Ulivo                                  | 60 212  | 35,33 |  |  |  |  |  |
|                               | Mario Anzani                 | Partito della Rifondazione Comunista     | 9 597   | 5,63  |  |  |  |  |  |
|                               | Silvana Danesi               | Lega per l'Autonomia - Alleanza Lombarda | 7 657   | 4,49  |  |  |  |  |  |
|                               | Roberto Borgio               | Lista Di Pietro                          | 5 792   | 3,40  |  |  |  |  |  |
|                               | Giovanni Bonsignore          | Lista Pannella-Bonino                    | 4 001   | 2,35  |  |  |  |  |  |
|                               | Alfredo Croci                | Va' Pensiero Padania                     | 1 921   | 1,13  |  |  |  |  |  |
|                               | Vincenzo Bellia              | Fiamma Tricolore                         | 1 775   | 1,04  |  |  |  |  |  |
|                               | Vito Antonio Volpe           | Democrazia Europea                       | 1 567   | 0,92  |  |  |  |  |  |
|                               | Sandro Chigorno              | Partito Pensionati                       | 1 505   | 0,88  |  |  |  |  |  |
|                               | Giorgio Cingolani            | Forza Nuova                              | 453     | 0,27  |  |  |  |  |  |
|                               | Cristiano Cozzi              | Partito Liberal-Popolare                 | 377     | 0,22  |  |  |  |  |  |
|                               | Roberto Dognini              | Liberaldemocratici Basta                 | 267     | 0,16  |  |  |  |  |  |
| Totale                        | Totale                       | Totale                                   | 170 428 | 100   |  |  |  |  |  |
|                               |                              |                                          |         |       |  |  |  |  |  |
| Voti non validi               | Voti non validi              | Voti non validi                          | 7 072   | 3,98  |  |  |  |  |  |
| Votanti                       | Votanti                      | Votanti                                  | 177 500 | 87,58 |  |  |  |  |  |
| Elettori                      | Elettori                     | Elettori                                 | 202 668 |       |  |  |  |  |  |
|                               |                              |                                          |         |       |  |  |  |  |  |
| Data: 13 maggio 2001          |                              |                                          |         |       |  |  |  |  |  |
| Fonte: Ministero dell'interno |                              |                                          |         |       |  |  |  |  |  |